# Verwendungsdauer

PAO-Symbol ohne Angabe der Verwendungsdauer

Anwendungsbeispiel: „12M“ (Verwendungsdauer von 12 Monaten nach dem erstmaligen Öffnen)

Die Verwendungsdauer (englisch period after opening, PAO) gibt an, wie lange ein Kosmetikprodukt nach dem Öffnen verwendet werden kann, ohne schädlich für den Verbraucher zu sein.
Zur Produktkennzeichnung dient ein Symbol, das einen offenen Cremetopf darstellt, gefolgt von dem Zeitraum. Ausgedrückt wird der Zeitraum dabei in Monaten (Abkürzung M) und/oder Jahren (Abkürzung A).
In der Europäischen Gemeinschaft wurde die Pflicht zur Angabe der Verwendungsdauer durch die EG-Richtlinie 2003/15/EG im Jahr 2003 eingeführt. Das Symbol wurde in der Richtlinie 2003/80/EG festgelegt. Betroffen sind kosmetische Mittel mit einer Mindesthaltbarkeit von mehr als 30 Monaten. Für Produkte, die nicht länger als zweieinhalb Jahre haltbar sind, ist ein Mindesthaltbarkeitsdatum anzugeben, vgl. die Kosmetikrichtlinie.
Die Pflicht zur Verwendungsdauer-Angabe wurde in Deutschland durch eine Verordnung vom 6. Oktober 2004 in nationales Recht umgesetzt; sie war in § 5 Abs. 1 Satz 1 Nr. 2a, Abs. 2a Kosmetik-Verordnung festgelegt. Die Umsetzung in Österreich erfolgte durch die Kosmetikkennzeichnungsverordnungsnovelle 2005; die Bestimmungen zur Verwendbarkeitsdauer sind in § 4 Abs. 1 Nr. 5a Kosmetikkennzeichnungsverordnung zu finden.
Seit Juli 2013 gelten für die Kennzeichnung unmittelbar die Vorschriften der Verordnung (EG) Nr. 1223/2009 über kosmetische Mittel, bzgl. der Verwendungsdauer insbesondere deren Artikel 19.